# Плющины
Плющи́ны — село в Прохоровском районе Белгородской области, Россия. Входит в состав Холоднянского сельского поселения.

## Этимология
Название села произошло по всей видимости от устаревшего названия сосульки — плющина.
Также имеется версия, что название село может происходить от урочища, которое по документам XVIII века называлось «урочище Северских Донецких верхов Плющины тож».  Вероятнее всего, что название произошло от растения с ядовитыми ягодами, произраставщего здесь - плюща.

## История
В начале XIX века крестьянами соседних сел Ломово и Заячье было основано село Плющины. С начале своей истории в XVIII века оно носило название называлось «урочище Северских Донецких верхов Плющины тож».  Название скорее всего связано с зарослями произрастающего здесь растения с ядовитыми ягодами – плюща, но историки предполагают еще одну версию возникновения названия: производного от понятия «плющить, приплюснуть».Земли были поделены на Ломовские (находились в низине и не были плодородными) и заячьи (располагалась на подъёме и славились плодородными почвами).  Каждый двор имел большой недел земли, выращивали рожь, лён, подсолнечник, просо, держали скот. В селе имелась ветряная мельница.  В каждом дворе были ручные маслобойки и мельницы.
По данным подворовой переписи в 1885 году в хуторе Плющины, Корочанского уезда Ратьковской волости, располагалось 75 дворов, 611 жителей, имелось 5 «промышленных заведений», торговая лавка.
В результате строительства Серафимовской церкви в 1905 году Плющины становится селом. на период 1916 года в нём расположены 93 двора. Церковь просуществовала до 1932 года.
С приходом коллективизации в селе образовался колхоз «Профинтерн», появился первый трактор. Кроме этого в селе был образован еще один колхоз - колхоз «Путь Коммунизма». С 1928 года село стало в ходить в Холоднянский сельсовет Скороднянского района. К 1932  году население Плющины стало составлять 881 житель.
В июле 1943 года в районе села шли ожесточённые бои. Здесь занимала оборону 28-я гвардейская стрелковая дивизия. В период войны с 1943 по 1945 года на территории школьного двора была образована братская могила. В 1950-х годах останки солдат были перезахоронены  в братскую могилу с. Скородного Губкинского района. Многие жители села в этот период участвовали в строительстве железной дороги Старый Оскол–Ржава, имеющей важное значение в обороне страны.
В селе до 50-го года работала восьмилетняя школа, позже ее закрыли из-за недобора учеников и построили новую начальную школу.
В 1962 году произошла ликвидация Скороднянского района и Холоднянский сельсовет пришёл под администрирование Прохоровским районом.

## География
Расположено в северо-западной части области, в 20 км к востоку от Прохоровки, в 11 км западнее автодороги Р189 Короча — Горшечное.

## Население
| 2002 | 2010 |
| ---- | ---- |
| 117  | ↘108 |

## Экономика
Начальная школа, дом культуры, фельдшерско-акушерский пункт.